# Пяркино
Пяркино — село в Белинском районе Пензенской области России. Входит в состав Козловского сельсовета.

## География
Расположено в 5 км к востоку от села Козловка.

## Население
| 1744 | 1864 | 1897  | 1911  | 1926  | 1930  | 1939 |
| ---- | ---- | ----- | ----- | ----- | ----- | ---- |
| 250  | ↗956 | ↗1163 | ↗1329 | ↗1426 | ↗1454 | ↘683 |
| 1959 | 1979 | 1989  | 1996  | 2002  | 2010  |      |
| ↗698 | ↘499 | ↘300  | ↘274  | ↘219  | ↘120  |      |

Село является местом компактного расселения мордвы, которая составляет 73 % населения села.

## История
Основано в начале 18 в. как выселок из села Даньшино. В составе Мачинской волости Чембарского уезда. После революции центр сельсовета Поимского района. Колхоз имени Маленкова.